# 타라보살

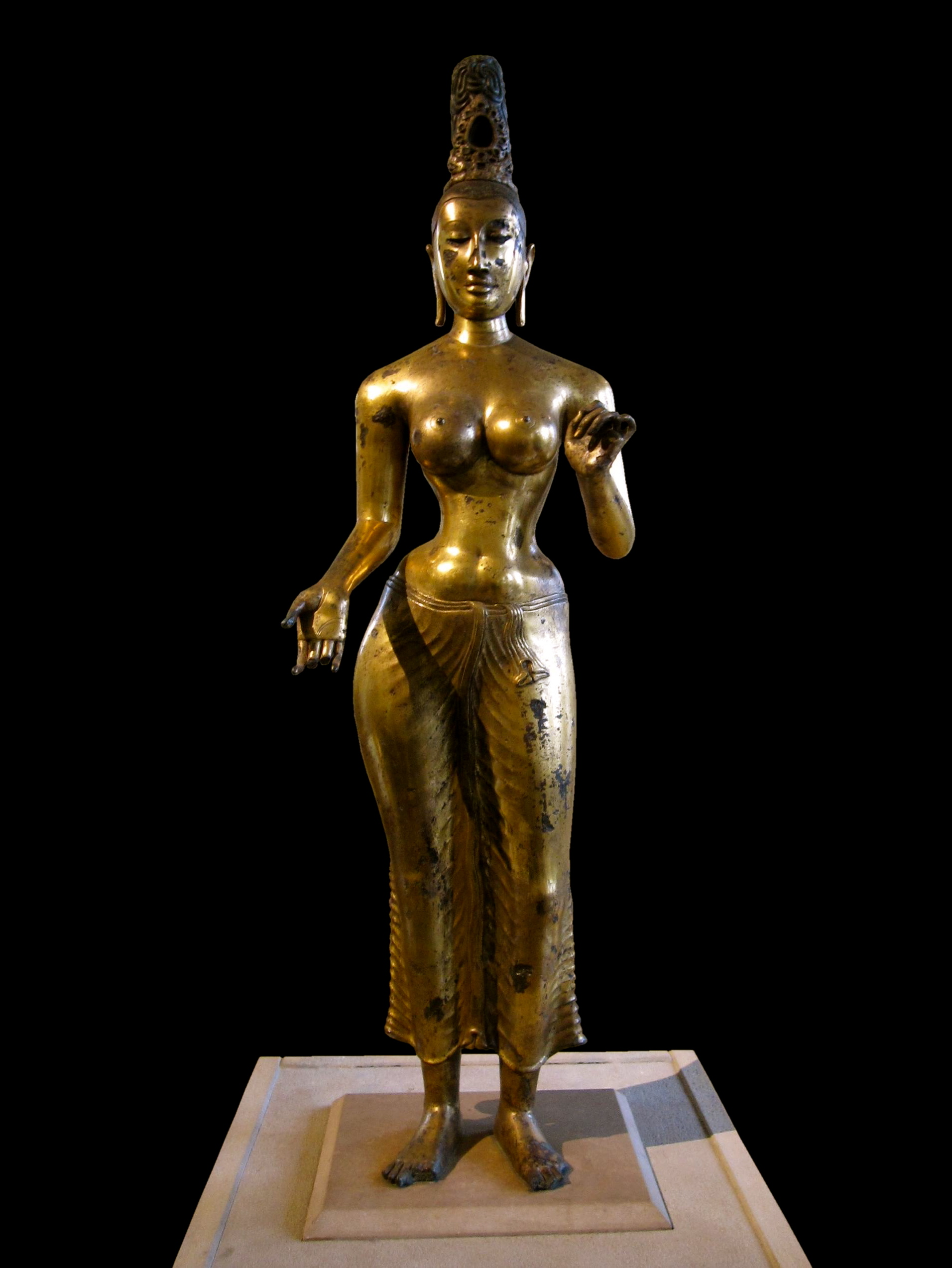
800년 무렵 제작된 스리랑카의 타라보살 청동입상

타라보살(多羅菩薩, 산스크리트어: तारा} 타라, 티베트어: སྒྲོལ་མ 될마)은 티베트 불교에서 동남아시아의 여러 상좌부 불교에 이르기까지 널리 숭배되는 여성 보살이다. 불교 신화에서는 관세음보살의 눈에서 나왔기 때문에 타라(तारा, 눈 또는 눈물)라는 이름이 붙었다고 전한다.

## 기원
타라보살의 기원은 힌두교의 마하데비가 지닌 열 가지 아바타라 가운데 하나인 타라에 닿는다. 불교의 여러 천신이나 보살들의 경우처럼 타라보살 역시 힌두교의 신이 불교화된 모습이다.
타라는 힌두교에서는 여성적 생산성을 상징하는 최고의 신이었으나 부처를 중심으로 하는 불교는 다른 힌두교의 신을 천신으로 받아들이며 부처에 귀의한 호법신으로 재정립한 것처럼 타라 역시 자애로운 모성으로 재난에서 인간을 보호하는 역할로 신성이 축소되어 불교 신화의 일부가 되었다.
힌두교에서 불교 신화로 편입된 다른 천신의 경우와 달리 타라는 대승불교의 영향 아래 보살의 지위로서 숭배되고 있지만, 동남아시아 지역은 힌두교와 불교의 신화가 서로 섞여 여전히 신과 같은 위치에서 숭배되었다. 기원후 800년 무렵 스리랑카에서 만든 타라보살 청동 입상은 타라가 재난에서 중생을 구제한다는 믿음이 제작 당시 동남아시아 전역에 널리 퍼져 있었음을 보여 준다.

## 역할
티베트 불교에서 타라보살은 관세음보살 만큼이나 중요한 숭배 대상이다. 팔난(八難)이라 불리는 여러 재난에서 중생을 구한다고 여겨진다. 또한 티베트 불교에서 타라보살은 녹색과 백색의 두 형태가 존재하여 녹색 타라보살은 재난의 구제를 백색 타라보살은 깨달음의 인도를 상징한다.
티베트 불교는 타라보살을 마치 기독교의 성모와 같은 위치에 놓는 경향이 있어 "모든 부처의 어머니"라고 부르기도 한다. 티베트 불교에서 말하는 부처의 진실한 실체인 "이담"이 모든 사람에게 깃들어 있으며 타라보살이 진실한 깨달음을 인도하여 부처가 되게 한다고 믿는다.

## 여성 숭배
여성 숭배는 세계의 여러 종교에서 공통적으로 나타나는 현상이다. 고대의 아시아 지역 역시 여러 문화의 신화에서 모성이 강조된 여신들이 숭배되었다. 중국 신화에서 여와는 세상에 질서를 부여하고 인간을 창조한 신으로 묘사되며 아리안인들의 이주 이전의 인도 역시 최고의 창조신은 여성이었고, 아브라함계 종교가 만들어지기 전인 중동의 선사 유적에서도 많은 여성 창조신을 볼 수 있다. 고대와 중세를 거치면서 여러 문화의 종교들은 가부장제에 의해 재편되었고 한 때 최고의 지위에 있던 많은 여신들은 사라지거나 최고신에 딸린 보조적 존재로 격하되었다. 그와 동시에 가부장제가 요구하는 이상적인 여성상이 투영되어 여신을 숭배하나 여성은 혐오하는 문화가 형성되었다.
타라보살도 이러한 여성 숭배의 하나로서 특히 재난을 피하고자 하는 바램이 모성애적인 자비를 바라는 신앙으로 이어졌다. 근대 이전 세계의 대부분 문화에서 항해하는 배에 여성을 태우는 것은 터부로 취급되어 기피되었지만, 반대로 항해 중 재난을 만나지 않기를 바라는 마음에 바치는 숭배의 대상은 대개 여성이었다. 타라보살 역시 동남아지역 해양 무역에서 중요한 신앙의 대상이었다. 해상 무역은 늘 재난의 위험이 있기 때문에 불교가 아니더라도 동남아시아에는 마조와 같은 여성 신의 가호를 비는 문화가 발달해 있다.
티베트 불교에서 타라의 재난을 막는 역할은 관세음보살과 이어지는데, 타라에 대한 숭배가 나타나지 않은 동아시아 대승불교에서는 관세음보살 자체가 여성화된다. 중국, 한국, 일본 등의 동아시아 대승불교에서 관세음보살이 여성화 된 계기는 동남아시아와 해상 무역을 통한 문화 유입이어서 중생을 재난에서 구제하는 역할의 신앙 대상을 여성으로 두는 문화가 영향을 준 것으로 보인다.